# アユブ・カルレ
アユブ・カルレ（Ayub Kalule、1954年1月6日 - ）は、ウガンダ出身のプロボクサー。カンパラ生まれ。元WBA世界ジュニアミドル級（現スーパーウェルター級）王者。

## 略歴
1974年の世界ボクシング選手権で優勝したアマチュアのエリート。デンマークに移住しプロへ転向、1978年に英連邦ミドル級王座を獲得。
1979年10月25日、秋田県立体育館にて工藤政志（日本／熊谷）に挑戦し、15ラウンド判定で完勝し、WBA世界ジュニアミドル級チャンピオンとなる。
手堅いボクシングで4度の防衛を果たすが、1981年6月25日、ウェルター級のスーパースター、シュガー・レイ・レナード（アメリカ合衆国）に屈し、9回KO負けで王座を明け渡した。
翌1982年7月17日、タイトル奪還を期してデビー・ムーア（アメリカ合衆国）に挑んだが、10回KO負けで王座返り咲きはならず。
その後キャリアを継続、3年後の1985年6月20日、ピエール・ジョリーを下して欧州ミドル級王者となるも、初防衛戦で王座から陥落した。

## 通算戦績
50戦46勝（23KO）4敗